# زمین‌خزک گلوسفید
زمین‌خزک گلوسفید (نام علمی: Upucerthia albigula)، گونه‌ای از پرندگان در زیرخانواده Furnariinae از خانواده تنورمرغان (Furnariidae) است که در شیلی و پرو یافت می‌شود.